# ケニアの副大統領
ケニアの副大統領（ケニアのふくだいとうりょう）では、東アフリカのケニア共和国における、大統領に次ぐ第2の官職である副大統領について記す。

## 歴代副大統領の一覧
| 所属 政党 | 政党連合「国民虹の連合」(民主党・民主回復フォーラム・ケニア・自由民主党などが参加) → 国家統一党 (PNU) ケニア・アフリカ民族同盟 (KANU) オレンジ民主運動 (ODM) 国民連合 (TNA) 統一民主同盟 (UDA) |

| 代                           | 代 | 氏名                                                          | 所属政党                                   | 在任期間                                      |
| ---------------------------- | -- | ------------------------------------------------------------- | ------------------------------------------ | --------------------------------------------- |
|                              | 1  | ジャラモギ・オギンガ・オディンガ Jaramogi Ajuma Oginga Odinga | ケニア・アフリカ 民族同盟 (KANU)           | 1964年12月12日 - 1966年4月14日                |
|                              | － | 不在期間（1966年4月14日 - 1966年5月3日）                      | 不在期間（1966年4月14日 - 1966年5月3日）   | 不在期間（1966年4月14日 - 1966年5月3日）      |
|                              | 2  | ジョゼフ・ムルンビ Joseph Zuzarte Murumbi                     | ケニア・アフリカ 民族同盟 (KANU)           | 1966年5月3日 - 1966年8月31日                  |
|                              | － | 不在期間（1966年8月31日 - 1967年1月5日）                      | 不在期間（1966年8月31日 - 1967年1月5日）   | 不在期間（1966年8月31日 - 1967年1月5日）      |
|                              | 3  | ダニエル・アラップ・モイ Daniel Toroitich arap Moi            | ケニア・アフリカ 民族同盟 (KANU)           | 1967年1月5日 - 1978年8月22日                  |
|                              | － | 不在期間（1978年8月22日 - 1978年10月14日）                    | 不在期間（1978年8月22日 - 1978年10月14日） | 不在期間（1978年8月22日 - 1978年10月14日）    |
|                              | 4  | ムワイ・キバキ Mwai Kibaki                                    | ケニア・アフリカ 民族同盟 (KANU)           | 1978年10月14日 - 1988年3月24日                |
|                              | 5  | ジョゼファト・カランジャ Josephat Njuguna Karanja             | ケニア・アフリカ 民族同盟 (KANU)           | 1988年3月24日 - 1989年5月1日                  |
|                              | 6  | ジョージ・サイトティ George Kinuthia Saitoti                  | ケニア・アフリカ 民族同盟 (KANU)           | 1989年5月1日 - 1998年1月8日                   |
| 1999年4月3日 - 2002年8月30日 | 6  | ジョージ・サイトティ George Kinuthia Saitoti                  | ケニア・アフリカ 民族同盟 (KANU)           |                                               |
|                              | 7  | ムサリア・ムダヴァディ Wycliffe Musalia Mudavadi              | ケニア・アフリカ 民族同盟 (KANU)           | 2002年11月4日 - 2003年1月3日                  |
|                              | 8  | マイケル・ワマルワ Michael Kijana Wamalwa                     | 民主回復フォー ラム・ケニア (FORD–Kenya)   | 2003年1月3日 - 2003年8月23日 （在任中に死去） |
|                              | 9  | ムーディ・アウォリ Arthur Moody Awori                         | 自由民主党 (LDP)                           | 2003年9月25日 - 2008年1月9日                  |
|                              | 10 | カロンゾ・ムショカ Stephen Kalonzo Musyoka                    | オレンジ民主運動 (ODM)                     | 2008年1月9日 - 2013年4月9日                   |
|                              | 11 | ウィリアム・ルト William Samoei arap Ruto                     | 統一民主同盟 (UDA)                         | 2013年4月9日 -2022年9月13日                   |
|                              | 12 | リガティ・ガチャグア Geoffrey Rigathi Gachagua                | 統一民主同盟 (UDA)                         | 2022年9月13日 -2024年11月1日                  |
|                              | 13 | キトゥレ・キンディキ Abraham Kithure Kindiki                  | 統一民主同盟 (UDA)                         | 2024年11月1日 -（現職）                       |

## 関連事項
- ケニアの大統領
- ケニアの政党
- 副大統領
- 世界各国の政府次席の一覧